# Přebor Olomouckého kraje 2006/2007
V soubojích 16. ročníku Přeboru Olomouckého kraje 2006/07 (jedna ze skupin 5. fotbalové ligy) se utkalo 16 týmů každý s každým dvoukolovým systémem podzim–jaro. Tento ročník začal v sobotu 12. srpna 2006 úvodními dvěma zápasy 1. kola a skončil v neděli 17. června 2007 zbývajícími pěti zápasy 30. kola.

## Nové týmy v sezoně 2006/07
- Z Divize E 2005/06 sestoupila do Přeboru Olomouckého kraje mužstva SK Královské Nové Sady (sloučen s TJ MILO Olomouc do FK Nové Sady) a TJ Sokol Lázně Velké Losiny, z Divize D 2005/06 žádné mužstvo.
- Ze skupin I. A třídy Olomouckého kraje 2005/06 postoupila mužstva 1. HFK Olomouc „B“ (vítěz skupiny A), TJ Sokol Leština (2. místo ve skupině A) a FC Želatovice (2. místo ve skupině B).[1]

## Konečná tabulka
Zdroj: 
| Poř. | Tým                             | Z  | V  | R | P  | VG | OG | B  |
| ---- | ------------------------------- | -- | -- | - | -- | -- | -- | -- |
| 1.   | TJ Sokol Lázně Velké Losiny (S) | 30 | 22 | 4 | 4  | 75 | 33 | 70 |
| 2.   | FK Mohelnice-Moravičany         | 30 | 17 | 9 | 4  | 49 | 19 | 60 |
| 3.   | FK SAN-JV Šumperk               | 30 | 18 | 4 | 8  | 71 | 40 | 58 |
| 4.   | 1. HFK Olomouc „B“ (N)          | 30 | 15 | 6 | 9  | 56 | 34 | 51 |
| 5.   | FC Dolany                       | 30 | 16 | 3 | 11 | 75 | 50 | 51 |
| 6.   | 1. SK Prostějov                 | 30 | 15 | 4 | 11 | 69 | 58 | 49 |
| 7.   | FK Jeseník                      | 30 | 13 | 8 | 9  | 58 | 45 | 47 |
| 8.   | FC Kralice na Hané              | 30 | 12 | 8 | 10 | 39 | 36 | 44 |
| 9.   | FK Kozlovice                    | 30 | 12 | 7 | 11 | 70 | 72 | 43 |
| 10.  | TJ Sokol Ústí                   | 30 | 10 | 7 | 13 | 46 | 51 | 37 |
| 11.  | FK Mikulovice                   | 30 | 10 | 6 | 14 | 55 | 80 | 36 |
| 12.  | FC Želatovice (N)               | 30 | 8  | 8 | 14 | 42 | 66 | 32 |
| 13.  | TJ Sokol Určice                 | 30 | 6  | 8 | 16 | 49 | 69 | 26 |
| 14.  | FK Šternberk                    | 30 | 6  | 7 | 17 | 35 | 66 | 25 |
| 15.  | TJ Sokol Leština (N)            | 30 | 5  | 8 | 17 | 32 | 62 | 23 |
| 16.  | FK Nové Sady (S)                | 30 | 6  | 1 | 23 | 39 | 79 | 19 |

Poznámky:
- Z = Odehrané zápasy; V = Vítězství; R = Remízy; P = Prohry; VG = Vstřelené góly; OG = Obdržené góly; B = Body; (S) = Mužstvo sestoupivší z vyšší soutěže; (N) = Mužstvo postoupivší z nižší soutěže (nováček)

|  | Postup do Divize E 2007/08                             |
|  | Odhlášení A-mužstva ze soutěží ČMFS                    |
|  | Sestup do I. A třídy Olomouckého kraje – sk. B 2007/08 |